# CREATORS
『CREATORS』（クリエイターズ）は、2006年10月3日から2007年9月25日までフジテレビで毎週火曜 22:54 - 23:00に放送されていたミニ番組である。Sony Ericssonの一社提供。全51回。字幕放送実施。

## 概要
「エンターテインメントの舞台裏には知られざるクリエイターたちがいる」を合言葉に、日本各地や世界各地で活躍するクリエイターたちを紹介していたミニ番組。毎回違う職種のクリエイターたちを紹介していたが、音響やビジュアル界で活躍する人物を取り上げることが多かった。
ナレーションは市川展丈が担当。制作協力はアミューズ。本番組はハイビジョン制作ではなかった。

## 紹介したクリエイター
- 第1回 - タナカノリユキ（クリエイティブディレクター）
- 第2回 - 鳥海修（タイプフェイスデザイナー）
- 第3回 - 高木望（トレーラーディレクター）
- 第4回 - 伊藤有壱（クレイアニメーター）
- 第5回 - 小泉由香（マスタリングエンジニア）
- 第6回 - 世永亜実（サマンサタバサPRクリエイター）
- 第7回 - 丸野優（ビジュアルジョッキー）
- 第8回 - 細井威良（シズルディレクター）
- 第9回 - 松下美智子（ネイリスト）
- 第10回 - 大西智恵（グラフィックコーディネーター）
- 第11回 - 白井宏旨（3DCGディレクター）
- 第12回 - 松井るみ（セットデザイナー）
- 第13回 - 池田進吾（ブックデザイナー）
- 第14回 - 伊東美由樹（色彩設計）
- 第15回 - 栗山和弥（フォトレタッチャー）
- 第16回 - 武石正宣（ライティングディレクター）
- 第17回 - 鈴木智絵（コンフィチュリエ）
- 第18回 - 幅允孝（ブックディレクター）
- 第19回 - 吉川真由（テキスタイルデザイナー）
- 第20回 - 杉山優子（着物スタイリスト）
- 第21回 - 小林崇（ツリーハウスクリエイター）
- 第22回 - 尹剛志（モーショングラフィッカー）
- 第23回 - 坊農さやか（ティアラガール編集長）
- 第24回 - 大平貴之（プラネタリウムクリエイター）
- 第25回 - 安岡洋一（ブックコンシェルジュ）
- 第26回 - 峰岸裕和（ストップモーションアニメーター）
- 第27回 - ルイス・アルファイヤー（アトラクションデザイナー）
- 第28回 - 弦一徹（ストリングスアレンジャー）
- 第29回 - 和多田喜（日本茶ソムリエ）
- 第30回 - 林完治（字幕翻訳家）
- 第31回 - 二見圭介（ゲームCGデザイナー）
- 第32回 - 栗田貴子（チョークアートクリエイター）
- 第33回 - 稲垣克（ビジュアルクリエイター）
- 第34回 - カルメ・ルスカイェーダ（スペイン料理シェフ）
- 第35回 - 溝口慎治（エディトリアルデザイナー）
- 第36回 - 服部有吉（バレエ振付家）
- 第37回 - キタハラゆかり（墨絵イラストレーター）
- 第38回 - 柿沢安耶（ベジタブルパティシエ）
- 第39回 - 山本まり子（パブリシスト）
- 第40回 - マーガレット・レン・タン（トイピアニスト）
- 第41回 - 藤原幸一（ネイチャーフォトグラファー）
- 第42回 - 兒嶋洋一郎（特殊効果プランナー）
- 第43回 - 高橋晋平（トイプランナー）
- 第44回 - 露木光明（指人形師）
- 第45回 - 須藤秀男（ブーランジェ）
- 第46回 - 山本二三（アニメーション監督）
- 第47回 - 津田光正（舞台監督）
- 第48回 - 福田靖（脚本家）
- 第49回 - 中根賢治（ワイヤー・アーティスト）
- 第50回 - リュック・ベッソン（映画監督）
- 第51回 - チャン・ファイヤン（ランドスケープデザイナー）